# Przecław (gmina)
Przecław – gmina miejsko-wiejska w województwie podkarpackim, w powiecie mieleckim. W latach 1975–1998 gmina położona była w województwie rzeszowskim. Siedzibą gminy jest Przecław.
Według danych z 30 czerwca 2004 gminę zamieszkiwało 10 850 osób. Natomiast według danych z 31 grudnia 2019 roku gminę zamieszkiwały 12 003 osoby.

## Struktura powierzchni
Według danych z roku 2002 gmina Przecław ma obszar 134,29 km², w tym:
- użytki rolne: 53%
- użytki leśne: 39%

Gmina stanowi 15,26% powierzchni powiatu.

## Demografia

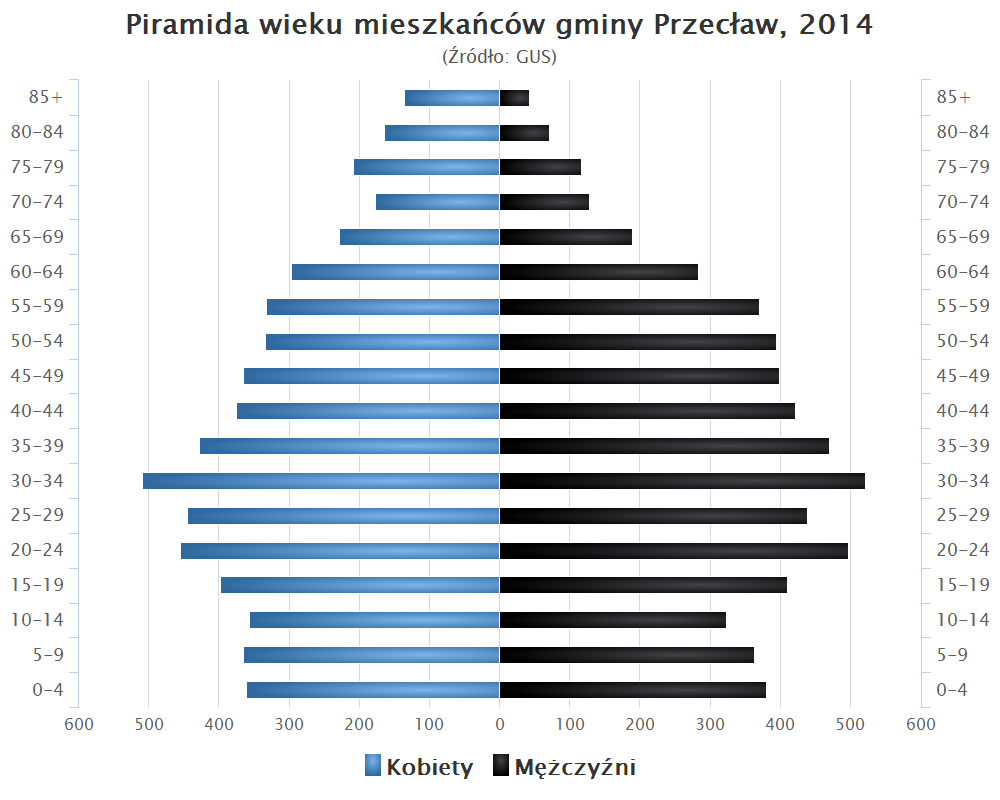
Piramida wieku mieszkańców gminy Przecław w 2014 roku

Dane z 30 czerwca 2004:
| Opis                              | Ogółem | Ogółem | Kobiety | Kobiety | Mężczyźni | Mężczyźni |
| --------------------------------- | ------ | ------ | ------- | ------- | --------- | --------- |
| jednostka                         | osób   | %      | osób    | %       | osób      | %         |
| populacja                         | 10 850 | 100    | 5469    | 50,4    | 5381      | 49,6      |
| gęstość zaludnienia (mieszk./km²) | 80,8   | 80,8   | 40,7    | 40,7    | 40,1      | 40,1      |

## Sołectwa
Biały Bór, Błonie, Dobrynin, Kiełków, Łączki Brzeskie, Podole, Rzemień, Tuszyma, Wylów, Zaborcze.

## Sąsiednie gminy
Dębica, Mielec, Mielec, Niwiska, Ostrów, Radomyśl Wielki, Żyraków